# Élida Almeida
Élida Almeida (ur. 1993 w Pedra Badejo na Santiago) – piosenkarka z Wysp Zielonego Przylądka.

## Biografia
Élida Almeida urodziła się w 1993 roku w Pedra Badejo na Santiago w Republice Zielonego Przylądka. Śpiewu uczyła się w kościele na wyspie Maio, gdzie musiała przenieść się z matką po śmierci ojca. Pomagała matce, pracując przy ulicznym straganie. Jej talent wokalny został doceniony w okresie nauki w szkole średniej. Artystka wykonuje utwory batuku, funaná i morna, charakterystyczn dla muzyki wysp, z których pochodzi.
W 2015 roku artystka otrzymała nagrodę RFI Découvertes przyznaną przez Radio France Internationale.

## Dyskografia

### Albumy studyjne
- Ora doci, Ora margos (grudzień 2014, wydany przez Harmonia w Republice Zielonego Przylądka)
- Ora doci, Ora margos (maj 2015, Lusafrica, Francja)[3]
- Kebrada (październik 2017, Lusafrica)[4]
- Gerasonobu (listopad 2020, Lusafrica)[5]
- Di Lonji (styczeń 2023, Lusafrica)[6]